# 1. FC Monheim
Der 1. FC Monheim ist ein 1910 gegründeter deutscher Fußballverein aus der Stadt Monheim am Rhein. Der Klub spielte in der Saison 2023/24 in der Landesliga Niederrhein Gruppe 1, nachdem man in der Saison 2022/23 nach sechs Jahren Ligazugehörigkeit aus der Fußball-Oberliga Niederrhein abgestiegen war. 2024 gelang der direkte Wiederaufstieg.

## Geschichte
Der Verein wurde 1910 als Turn- und Spielverein gegründet. 1912 wurde das erste Fußballspiel bestritten. In der Saison 1953/54 stieg der SV Monheim 1910 aus der Kreisliga in die Bezirksliga auf. Nach der Saison 1954/55 stieg er direkt wieder in die Kreisklasse ab. 1955 fusioniert der Verein mit den Sportfreunden Baumberg 1926 zu den Sportfreunden Monheim-Baumberg. 1956 stieg die Mannschaft wieder in die Bezirksliga auf, aber im nächsten Jahr wieder ab. 1960 wurde unter dem ehemaligen Spieler von Fortuna Düsseldorf und damaligem deutschen Rekordnationalspieler, Paul Janes, als Trainer nochmals der Aufstieg in die Bezirksliga geschafft. 1962 wurde der Verein in 1. FC Monheim 1910 umbenannt und die Sportfreunde Baumberg 1926 wurde wieder zu einem eigenständigen Verein.
1987 stieg der 1. FC Monheim in die Landesliga sowie zugleich die 2. Mannschaft in die Kreisliga A und die 3. Mannschaft in die Kreisliga B auf. Der Abstieg der 1. Mannschaft aus der Landesliga erfolgte jedoch bereits 1988. 2014 stieg die erste Mannschaft im Jahr nach dem Aufstieg von der Landesliga in die Bezirksliga und die zweite Mannschaft von der Bezirksliga in die Kreisliga A ab. Von 2014 bis 2015 trainierte Daniel Cartus die erste Mannschaft. Im Januar 2015 übernahm Dennis Ruess das Team gemeinsam mit Bastian Jensterle. 2016 erfolgte der Aufstieg aus der Bezirksliga in die Landesliga Niederrhein. Nach der Saison 2016/17 erreichte der Verein den dritten Platz in der Landesliga Niederrhein, der zu zwei Entscheidungsspielen um den Aufstieg in die Oberliga gegen den VfL Rhede, den Tabellendritten in der anderen Landesligagruppe, berechtigte. Nachdem das Monheimer Heimspiel 0:0 geendet hatte, erreichte der 1. FC Monheim im Auswärtsspiel ein 2:2 und stieg wegen der Auswärtstorregel erstmals in die Oberliga Niederrhein auf.
In der Saison 2017/18 konnte man in der Premierensaison in der Oberliga Niederrhein mit einer Ausbeute von 50 Punkten frühzeitig den Klassenerhalt sichern. Die Spielzeit 2018/19 verlief noch erfreulicher. Der 1. FC Monheim erreichte das Halbfinale des Verbandspokals und belegte am Ende mit insgesamt 55 Punkten den vierten Tabellenplatz. In der wegen der COVID-19-Pandemie abgebrochenen Saison 2019/20 wurde die Mannschaft Tabellenzweiter und in der ebenfalls vorzeitig abgebrochenen Saison 2020/21 Elfter. In der Saison 2022/23 stieg sie als 17. in die Landesliga Niederrhein ab. In der Saison 2023/24 stieg die Mannschaft als Tabellenerster wieder in die Oberliga Niederrhein auf.

## Saisondaten
Grün unterlegte Spielzeiten kennzeichnen einen Aufstieg, rot unterlegte einen Abstieg.
| Spielzeit | Liga                                  | Platz | Quelle |
| --------- | ------------------------------------- | ----- | ------ |
| 2003/04   | Bezirksliga (VII)                     | 06.   | [ 9 ]  |
| 2004/05   | Bezirksliga (VII)                     | 05.   | [ 10 ] |
| 2005/06   | Bezirksliga (VII)                     | 03.   | [ 11 ] |
| 2006/07   | Bezirksliga (VII)                     | 03.   | [ 12 ] |
| 2007/08   | Bezirksliga (VII)                     | 03.   | [ 13 ] |
| 2008/09   | Bezirksliga (VII)                     | 04.   | [ 14 ] |
| 2009/10   | Bezirksliga (VII)                     | 08.   | [ 15 ] |
| 2010/11   | Bezirksliga (VII)                     | 02.   | [ 16 ] |
| 2011/12   | Bezirksliga (VII)                     | 02.   | [ 17 ] |
| 2012/13   | Bezirksliga (VII)                     | 01.   | [ 18 ] |
| 2013/14   | Landesliga Niederrhein, Gruppe I (VI) | 12.   | [ 19 ] |
| 2014/15   | Bezirksliga (VII)                     | 04.   | [ 20 ] |
| 2015/16   | Bezirksliga (VII)                     | 01.   | [ 21 ] |
| 2016/17   | Landesliga Niederrhein, Gruppe 1 (VI) | 03.   |        |
| 2017/18   | Oberliga Niederrhein (V)              | 11.   |        |
| 2018/19   | Oberliga Niederrhein (V)              | 04.   |        |
| 2019/20   | Oberliga Niederrhein (V)              | 02.   |        |
| 2020/21   | Oberliga Niederrhein (V)              | 11.   |        |
| 2021/22   | Oberliga Niederrhein (V)              | 08.   |        |
| 2022/23   | Oberliga Niederrhein (V)              | 17.   |        |
| 2023/24   | Landesliga Niederrhein, Gruppe 1 (VI) | 01.   |        |
| 2024/25   | Oberliga Niederrhein (V)              |       |        |

## Persönlichkeiten
- Tim Brdarić
- Dennis Engelman
- Bahadir Incilli
- Andreas Kaiser
- André Maczkowiak
- Leroy Mickels
- Michael Ronca
- André Stocki
- Jannik Tepe
- Shelley Thompson